# Allochrista toxopei
Allochrista toxopei är en fjärilsart som beskrevs av Walter Karl Johann Roepke 1946. Allochrista toxopei ingår i släktet Allochrista och familjen björnspinnare. Inga underarter finns listade i Catalogue of Life.